# Машкув (Малопольське воєводство)
Машкув (пол. Maszków) — село в Польщі, у гміні Івановиці Краківського повіту Малопольського воєводства.
Населення — 523 особи (2011).
У 1975-1998 роках село належало до Краківського воєводства.

## Демографія
Демографічна структура станом на 31 березня 2011 року:
|          | Загалом | Допрацездатний вік | Працездатний вік | Постпрацездатний вік |
| -------- | ------- | ------------------ | ---------------- | -------------------- |
| Чоловіки | 263     | 64                 | 169              | 30                   |
| Жінки    | 260     | 47                 | 157              | 56                   |
| Разом    | 523     | 111                | 326              | 86                   |